# Євсейкино
Євсе́йкино (рос. Евсейкино, марій. Евсейкин) — присілок у складі Кілемарського району Марій Ел, Росія. Входить до складу Юксарського сільського поселення.

## Населення
Населення — 86 осіб (2010; 107 у 2002).
Національний склад (станом на 2002 рік):
- марі — 96 %